# Знайомство з Факерами 2
«Маленькі Факери» (англ. Little Fockers, в українському прокаті «Знайомство з Факерами 2») — триквел комедій «Знайомство з батьками» та «Знайомство з Факерами». Його режисером, на відміну від попередніх двох фільмів, виступив Пол Вайц, а Джей Роуч, що зняв перші дві комедії, став продюсером цієї картини. До оригінального акторського складу фільму в цій стрічці приєдналися Джессіка Альба, Лора Дерн і Гарві Кейтель. Дастін Гоффман, що виконав у попередньому фільмі роль батька Грега, спочатку відмовився від зйомок у картині, але після вмовлянь продюсерів дав згоду на появу у чотирьох великих сценах.

## Сюжет
10 років, двоє дітей і нескінченні випробування знадобилися Грегу для того, щоб тесть частково примирився з його існуванням. Але після того як Грег, опинившись на мілині, знаходить собі халтуру у фармацевтичній компанії, підозри Джека збільшуються в геометричній прогресії.
Коли все сімейство Грега і Пем, включаючи її колишнього коханого Кевіна, зберуться на день народження близнюків, Грегу доведеться довести скептично налаштованому Джеку, що він справжній господар у домі. Непорозуміння, стеження, місії під прикриттям — як все це допоможе Грегу пройти останнє випробування і стати новим главою сім'ї? Або довіра, що виникла між родичами буде підірвана… на краще?.

## У фільмі знімались
- Бен Стіллер — Гейлорд «Грег» Факер
- Роберт де Ніро — Джек Бернс
- Тері Поло — Памела «Пем» Бернс
- Блайт Даннер — Діна Бернс
- Барбра Стрейзанд — Розалінд «Роз» Факер
- Дастін Гоффман — Бернард Факер
- Джессіка Альба — Енді Гарсія
- Оуен Вілсон — Кевін Ревлей
- Лора Дерн — директорка школи, де навчаються близнюки [6]
- Колін Байочі — Генрі Факер, син Грега і Пем
- Дейзі Тен — Саманта Факер, дочка Грега і Пем
- Гарві Кейтель — Ренді Вір
- Ольга Фонда — Свєтлана
- Кевін Гарт — Луїс, медбрат
- Джон ДіМаджіо — лікар швидкої
- Джордан Піл — лікар швидкої
- Нік Кролл — молодий лікар

## Виробництво
Зйомки фільму почалися в червні 2009 року. «Universal Studios» та «DreamWorks» оголосили 18 серпня 2009 року, що вихід комедії намічений на 30 липня 2010 року опівночі. 28 січня 2010 року прем'єра фільму була перенесена на 22 грудня 2010 року.